# Niszczyciele typu Foriel
Niszczyciele typu Foriel – rosyjskie niszczyciele z przełomu XIX i XX wieku. W latach 1899–1902 we francuskich stoczniach Chantiers et Ateliers Augustin Normand i Société Nouvelle des Forges et Chantiers de la Méditerranée w Hawrze zbudowano pięć okrętów tego typu. Jednostki weszły w skład Floty Bałtyckiej Marynarki Wojennej Imperium Rosyjskiego w latach 1901–1902 i po przebazowaniu na Daleki Wschód wzięły udział w wojnie rosyjsko-japońskiej. Podczas niej trzy okręty zostały zatopione, a dwa internowane w Chinach. Internowane niszczyciele zostały zwrócone Rosji i w czasie I wojny światowej służyły na Dalekim Wschodzie, a od 1916 roku zostały przeniesione do Arktyki. Podczas wojny domowej zostały przejęte przez Brytyjczyków, a w latach 20. sprzedane w celu złomowania.

## Projekt i budowa
Niszczyciele typu Foriel zostały zamówione i zbudowane we Francji . Okręty były ulepszoną wersją pierwszego typu francuskich niszczycieli – Durandal, z odmiennym rozmieszczeniem kominów w dwóch parach po dwa .
Spośród pięciu jednostek tego typu dwa zbudowane zostały w stoczni Chantiers et Ateliers Augustin Normand w Hawrze, a trzy powstały w stoczni Société Nouvelle des Forges et Chantiers de la Méditerranée, także w Hawrze. Stępki niszczycieli położono w latach 1899–1900, a zwodowane zostały w latach 1900–1902 .
| Okręt                         | Stocznia                               | Położenie stępki | Wodowanie         | Wejście do służby | Los                                        |
| ----------------------------- | -------------------------------------- | ---------------- | ----------------- | ----------------- | ------------------------------------------ |
| „Foriel” („Wnimatielnyj”)     | Augustin Normand                       | 1899             | 8 grudnia 1900    | wrzesień 1901     | zatonął 27 maja 1904                       |
| „Osiotr” („Wnuszytielnyj”)    | Forges et Chantiers de la Méditerranée | 1899             | 23 stycznia 1901  | marzec 1901       | zatopiony 25 lutego 1904                   |
| „Wynosliwyj” (ex-„Stierlad’”) | Augustin Normand                       | 1899             | 8 marca 1901      | wrzesień 1901     | zatopiony 24 sierpnia 1904                 |
| „Włastnyj” (ex-„Kiefal”)      | Forges et Chantiers de la Méditerranée | 1900             | 28 listopada 1901 | czerwiec 1902     | internowany w 1905, sprzedany na złom 1921 |
| „Grozowoj” (ex-„Łosoś”)       | Forges et Chantiers de la Méditerranée | 1900             | 11 marca 1902     | czerwiec 1902     | internowany w 1904, złomowany w latach 20. |

## Dane taktyczno-techniczne

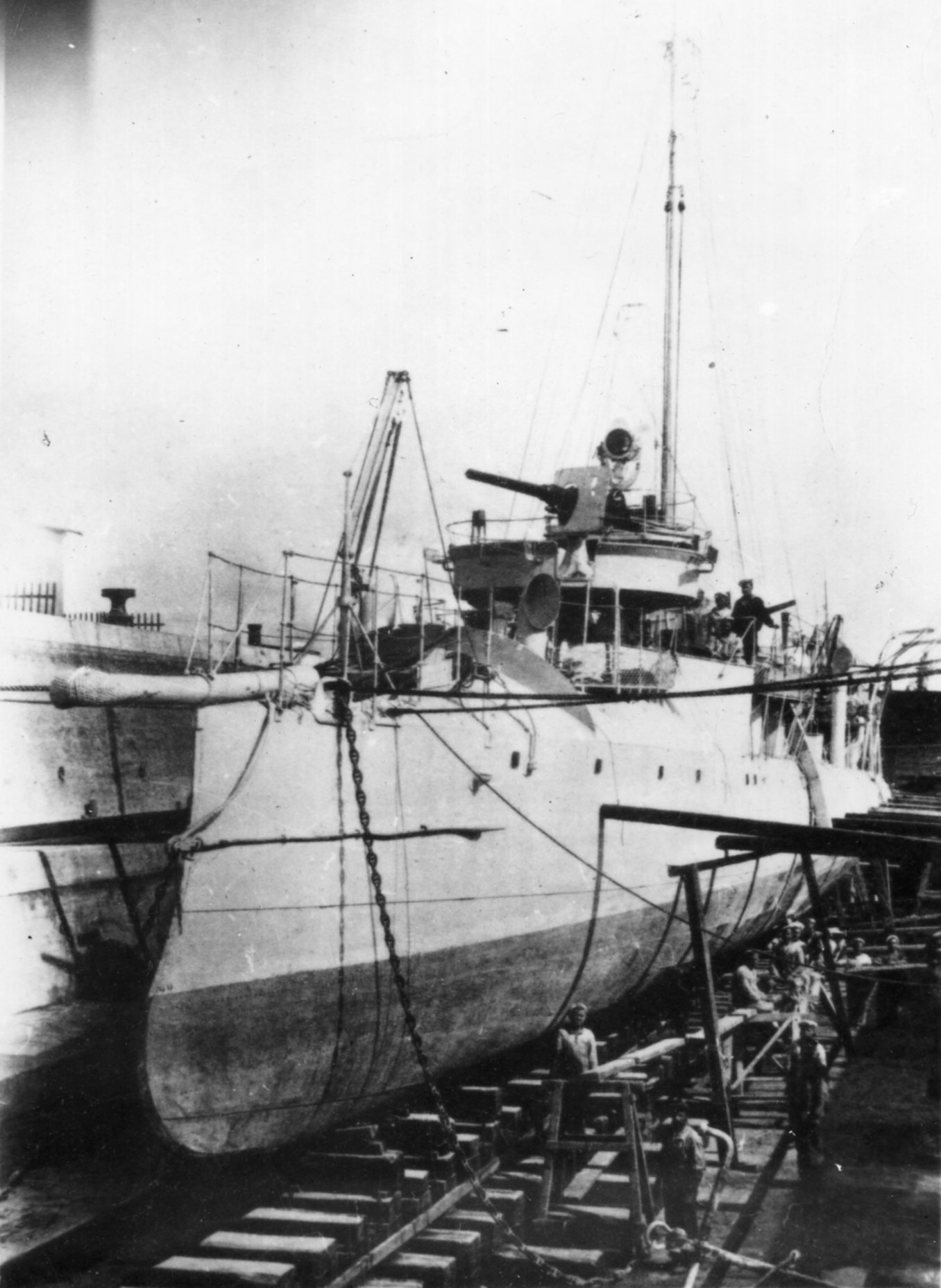
Niszczyciel typu Foriel w suchym doku

Okręty były niewielkimi, czterokominowymi niszczycielami . Długość całkowita wynosiła 56,6 metra, szerokość 5,9 metra i maksymalne zanurzenie 3,02 metra . Wyporność normalna wynosiła 312 ton, a pełna 347 ton . Okręty napędzane były przez dwie pionowe maszyny parowe potrójnego rozprężania o łącznej mocy 5200 KM, do których parę dostarczały cztery kotły Normand . Dwuśrubowy układ napędowy pozwalał osiągnąć prędkość 26,5 węzła . Okręty mogły zabrać zapas węgla o maksymalnej masie 82 ton, co zapewniało zasięg wynoszący 1250 Mm przy prędkości 13 węzłów .
Uzbrojenie artyleryjskie okrętów stanowiły: umieszczone na nadbudówce dziobowej pojedyncze działo kalibru 75 mm Canet L/48 oraz pięć pojedynczych dział trzyfuntowych kalibru 47 mm Hotchkiss M1885 L/40 . Jednostki wyposażone były w dwie pojedyncze obracalne nadwodne wyrzutnie torped kalibru 381 mm, umieszczone na pokładzie za pierwszą i drugą parą kominów .
Załoga pojedynczego okrętu liczyła 57–59 oficerów, podoficerów i marynarzy.

## Służba

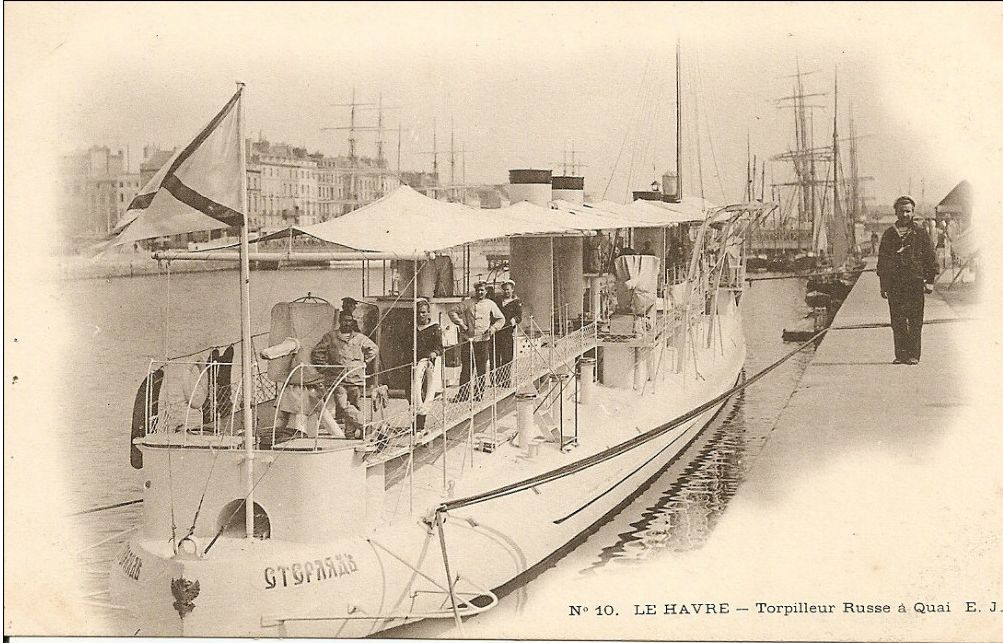
„Stierlad’” w Hawrze około 1900 roku

Niszczyciele typu Foriel zostały wcielone do służby w Marynarce Wojennej Imperium Rosyjskiego w latach 1901–1902 . Jednostki weszły w skład Floty Bałtyckiej. W marcu 1902 roku zmieniono nazwy okrętów: „Foriel” na „Wnimatielnyj”, „Osiotr” na „Wnuszytielnyj”, „Stierlad’” na „Wynosliwyj”, „Kiefal” na „Włastnyj” i „Łosoś” na „Grozowoj” . Między 1902 a 1903 rokiem niszczyciele zostały przerzucone na Daleki Wschód.
W momencie wybuchu wojny rosyjsko-japońskiej wszystkie jednostki wchodziły w skład 1. Flotylli Niszczycieli I Eskadry Oceanu Spokojnego, stacjonując w Port Artur. Podczas działań wojennych utracone zostały trzy okręty: „Wnuszytielnyj”, zatopiony 12 lutego?/25 lutego 1904 roku nieopodal Port Artur przez japońskie krążowniki; „Wnimatielnyj”, który w nocy 14 maja?/27 maja 1904 roku wszedł na skały nieopodal Wyspy Murchisona (na północ od wybrzeży półwyspu Kwantung)  oraz „Wynosliwyj”, który zatonął 11 sierpnia?/24 sierpnia 1904 roku po wejściu na minę na redzie Port Artur. „Grozowoj” i „Włastnyj” zostały natomiast internowane w chińskich portach Szanghaj i Czyfu. Po zakończeniu działań wojennych oba okręty zostały zwrócone Rosji .
W 1913 roku dokonano modernizacji uzbrojenia jednostek: zdemontowano wyrzutnie torped kal. 381 mm i wszystkie działka kal. 47 mm, instalując w zamian dwie pojedyncze wyrzutnie torped kalibru 450 mm oraz drugą armatę kalibru 75 mm Canet L/48 i sześć pojedynczych karabinów maszynowych kalibru 7,62 mm; przebudowano też mostek, instalując platformę z reflektorem . Podczas I wojny światowej niszczyciele początkowo bazowały we Władywostoku, a w 1916 roku zostały przerzucone do Arktyki. W lutym 1917 roku oba udały się do Wielkiej Brytanii na remont, w trakcie którego zostały przejęte przez Brytyjczyków w listopadzie 1917 roku podczas wojny domowej . Objęte przez Białych okręty zostały w maju 1918 roku sprzedane Brytyjczykom w rozliczeniu za węgiel, a od sierpnia służyły w Royal Navy w Archangielsku . Jednostki zostały sprzedane w celu złomowania na początku lat 20. XX wieku.